# L'uomo, la bestia e la virtù (film)
L'uomo, la bestia e la virtù è un film del 1953 diretto da Steno.
Il film è tratto dalla commedia omonima che Luigi Pirandello scrisse nel 1919, sebbene la trama finisca per discostarsi dall'opera teatrale.

## Trama
Paolino, maestro di una scuola elementare nei dintorni di Napoli, appare scostante e nervoso da alcuni giorni ed i suoi amici e conoscenti non se ne spiegano il motivo. L'uomo è l'amante di Assunta, madre di un suo alunno e moglie del rozzo capitano Perrella, e ha scoperto che dalla loro relazione clandestina la donna è rimasta incinta. Paolino ed Assunta cercano il modo di nascondere l'adulterio attribuendo al capitano la paternità del figlio di cui Assunta è in attesa. La cosa sembrerebbe facile, dal momento che Perrella sta rientrando dal suo ultimo viaggio, ma il capitano, a sua volta, ha un'amante e non prova più alcuna attrazione per la moglie. Paolino decide quindi di architettare un piano per spingere Perrella a passare una notte d'amore con Assunta.

## Produzione
Il film è stato girato a Cetara (SA), nella costiera amalfitana. La pellicola usufruiva del sistema a colori belga Gevacolor. Il segretario di edizione del film era il giovane Sergio Leone.

## Distribuzione
La pellicola venne ritirata a causa del clima dell'epoca (1953) dominato da una società affetta in largo strato da ipocrisia e moralismo. Per tale motivo, poco tempo dopo l'uscita nelle sale, anche a causa delle proteste del pubblico, i familiari di Luigi Pirandello, che già non avevano gradito lo stravolgimento dell'opera di partenza, ne chiesero il ritiro. Per oltre trent'anni il film divenne praticamente introvabile, fin quando nel 1992 fu ritrovato e trasmesso per la prima volta in tv dopo la revisione del vetusto "Visto di censura" dalla Rai richiesto in data 26 giugno 1992 con l'ausilio dell'avvocato della pubblica emittente Luigi Valentini (1923-2013) ottenendo il nihil obstat alla visione il 23 ottobre dello stesso anno.
La parte finale è quella maggiormente manipolata per l'intervento della "censura" a Brancati che ha ridotto la storia nel modo più anti-pirandelliano imponendo la riconciliazione carnale dei coniugi per troncare la relazione adulterina tra Assunta Perella considerata quella pronta a tradire la fiducia e Paolino, che deve sposare una prostituta, ovviamente con la missione che dovrà redimerla e lei poi farsi redimere.
Tutti argomenti ritenuti scandalosi per i soliti "benpensanti" dell'epoca: fra l'altro nel film si parla anche di un antesignano del Viagra, preparato dal dottor Pulejo (Castellani), che sarà poi inserito nel cioccolato di una torta in seguito offerta al capitano Perella (Welles) per "risvegliarlo" nei confronti di Assunta.
Ottima la prova intensa di Totò con un divertito Orson Welles, a quei tempi spesso in Italia, per farsi scritturare in pellicole anche minori per auto-finanziare le sue opere. Welles e Totò parlavano fra loro in italiano mentre la protagonista, Viviane Romance (Assunta Perella) recitava in francese.
Resta uno dei rari film di Totò che ad oggi non è ancora stato pubblicato in DVD; è stato distribuito solamente in VHS (Etichetta: Ricordi; Codice articolo: prd14237) sempre in bianco e nero.